# Stara Zagora
Stara Zagora (bułg. Стара Загора) – miasto w środkowej Bułgarii, stolica obwodu Stara Zagora, u południowo-wschodniego podnóża Srednej Gory (Antybałkan). Według danych szacunkowych Ujednoliconego Systemu Ewidencji Ludności oraz Usług Administracyjnych dla Ludności, 15 września 2023 roku miejscowość liczyła 135 396 mieszkańców.

## Geografia
W rejonie rosną rzadko spotykane w Bułgarii egzotyczne drzewa magnolii, cedry, figi, laury, granaty, migdały, rajskie jabłonie. Średnia roczna temperatura wynosi 12,5 °C ze średnią sumą opadów 650 mm. W północno-zachodniej części Starej Zagory znajdują się Starozagorskie Mineralne Banie, które od 1967 roku uznane zostały za narodowy kurort sanatoryjny. Czternaście kilometrów na północ od miasta znajduje się jeszcze jeden kurort, w miejscowości Jagoda.

## Historia
Stara Zagora jest jednym z najstarszych miast w Bułgarii oraz w południowo-wschodniej Europie. Znanych jest osiem różnych nazw miasta: Beroe, Avgusta Trajana, Irinopolis, Boruj, Vereja, Eski Zaara, Żeleznik, Stara Zagora. Dzisiejsze miasto zostało założone przez Traków pod nazwą Beroe w V- VI wieku przed nasza erą. Stara Zagora była wielokrotnie palona i niszczona przez wojska tureckie, a następnie odbudowywana. w 1 połowie XIX wieku jeden z ośrodków odrodzenia narodowego Bułgarii.

### Stara Zagora w czasach rzymskich

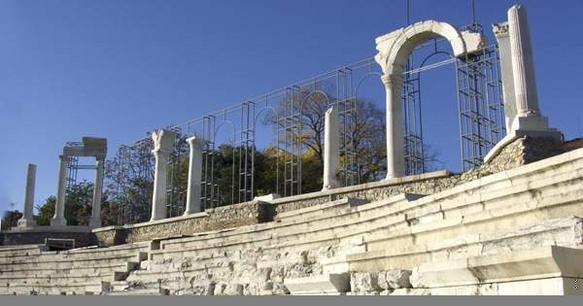
Audytorium Antycznego Forum

Za czasów Cesarstwa Rzymskiego miasto zostało przemianowane na Ulpia Augusta Traiana na cześć cesarza Trajana. Największy rozwój miasto osiągnęło za panowania Marka Aureliusza (161–180) i stało się drugim najważniejszym miastem rzymskiej prowincji Tracji po Filipopolis (Trimontium). Status i znaczenie miasta potwierdzają wizyty kilku cesarzy, w tym Septymiusza Sewera (193–211), Karakalli (211–217) i Dioklecjana (294–305). Miasto stało się drugim co do wielkości ośrodkiem ekonomicznym, administracyjnym i kulturalnym w prowincji. Słynny rzymski historyk Ammianus Marcellinus pisał: „Wielkie miasta Filipopolis i Augusta Traiana, które w starożytności nazywano Eumolpiada i Beroea, zdobią prowincję Tracji”. Miasto posiadało niezależny samorząd, radę miejską i zgromadzenie ludowe oraz cieszyło się specjalnym statusem. 
Na mocy specjalnych rozporządzeń w mieście osiedlano weteranów wojen prowadzonych przez Cesarstwo Rzymskie. Rzymianie rozbudowywali osadę z rozmachem. Za panowania cesarza Marka Aureliusza (161–180) w mieście zbudowano proste ulice, dziesiątki budynków mieszkalnych i publicznych, mury miejskie otaczające obszar około 50 hektarów wzmocnione 40 wieżami (z których 11 zostało odkrytych podczas wykopalisk), system wodociągowy i kanalizacyjny, teatr, świątynie, targi, odeon, termy, forum. Wybudowano także teatr marmurowy, z którego oglądano spektakularne walki gladiatorów, procesje, uroczystości oraz zebrania, podczas których podejmowano ważne decyzje dotyczące miasta. W mieście znajdował się gimnazjon, gdzie odbywały się zawody sportowe na stadionie. Rozwijały się również sztuka i muzyka, o czym świadczą znaleziska rzeźb z brązu i kamienia, biżuterii, ceramiki, szklanych przedmiotów, posągów oraz inskrypcji poświęconych Orfeuszowi.
W 250 roku w pobliżu miasta rozegrano bitwę pod Beroe, która zakończyła się zwycięstwem Gotów. Prawdopodobnie po tym wydarzeniu mury miasta zostały podwojone, podobnie jak w innych miastach regionu (np. Dioklecjanopolis i Serdica).
W II–III wieku miasto posiadało własną mennicę, co świadczy o jego znaczeniu.
W 377 roku, podczas wojny gockiej (376–382), Goci maszerowali na Beroe, aby zaatakować rzymskiego generała Frigiderusa, jednak jego zwiadowcy wykryli najeźdźców i generał wycofał się do Ilirii. Miasto zostało zniszczone, ale odbudowane przez Justyniana.
W późnej starożytności (IV–VI wiek) miasto ponownie nosiło nazwę Beroe. Czas ten związany był z przeniesieniem stolicy Cesarstwa z Rzymu do Konstantynopola, przyspieszoną chrystianizacją lokalnej ludności, najazdami Gotów pod koniec IV wieku oraz niszczycielskimi najazdami Hunów w połowie V wieku.

## Urbanistyka
Stara Zagora jest wzorowana na typowym, nowoczesnym, turystycznym mieście w Europie. W centrum jest bardzo dużo kawiarni, restauracji, oraz hoteli (m.in. Hotel Vereja). Nie brakuje również barów, klubów nocnych i dyskotek. Na północy rozciąga się Park Ajazmo, w którym są długie alejki, prowadzące do Zoo. Na zachód od Parku Ajazmo jest wioska Romów o nazwie „Łozenec”, cechująca się małymi domkami z czerwonymi dachami. Po mieście kursują autobusy miejskie firmy Ikarus, a także trolejbusy. Miasto charakteryzuje się prostymi ulicami, jako jedyne w całej Bułgarii, co można zobaczyć na planie miasta – charakterystyczną „kratkę” ulic, bez krętych dróg.

## Gospodarka
Miasto jest przemysłowo-handlowym ośrodkiem regionu w uprawie pszenicy, słonecznika, winorośli. Występuje tu przemysł spożywczy (młynarski, olejarski, spirytusowy, tytoniowy, winiarstwo, przetwórstwo owocowo-warzywne), włókienniczy (wełniany i bawełniany), chemiczny i maszynowy (maszyny i urządzenia dla przemysłu spożywczego i włókienniczego).

## Miasta partnerskie
- Radom
- Larisa
- Samara
- Down
- Kruševac
- Barreiro